# El Segell del Primavera
El Segell del Primavera es una compañía discográfica con sede en Barcelona fundada por Primavera Sound en 2013. Fue creada con la intención de editar y promocionar a nivel nacional e internacional tanto a artistas emergentes como a referentes de la escena con una trayectoria profesional consolidada. Una de sus principales características es la edición de trabajos de diferentes estilos musicales entre los que destacan el pop, el rock, la música electrónica, el folk o el country.
El Segell del Primavera se encarga de la fabricación de los discos de los artistas, así como de su comercialización y distribución. También llevan a cabo tareas de management, de promoción y de producción de conciertos y giras.
La discográfica cuenta con más de una decena de bandas en sus filas entre las cuales se encuentran Lee Ranaldo, Christina Rosenvinge, Joana Serrat, Amaía, Él Mató a un Policía Motorizado o Sr. Chinarro.

## Cronología

### Año 2013

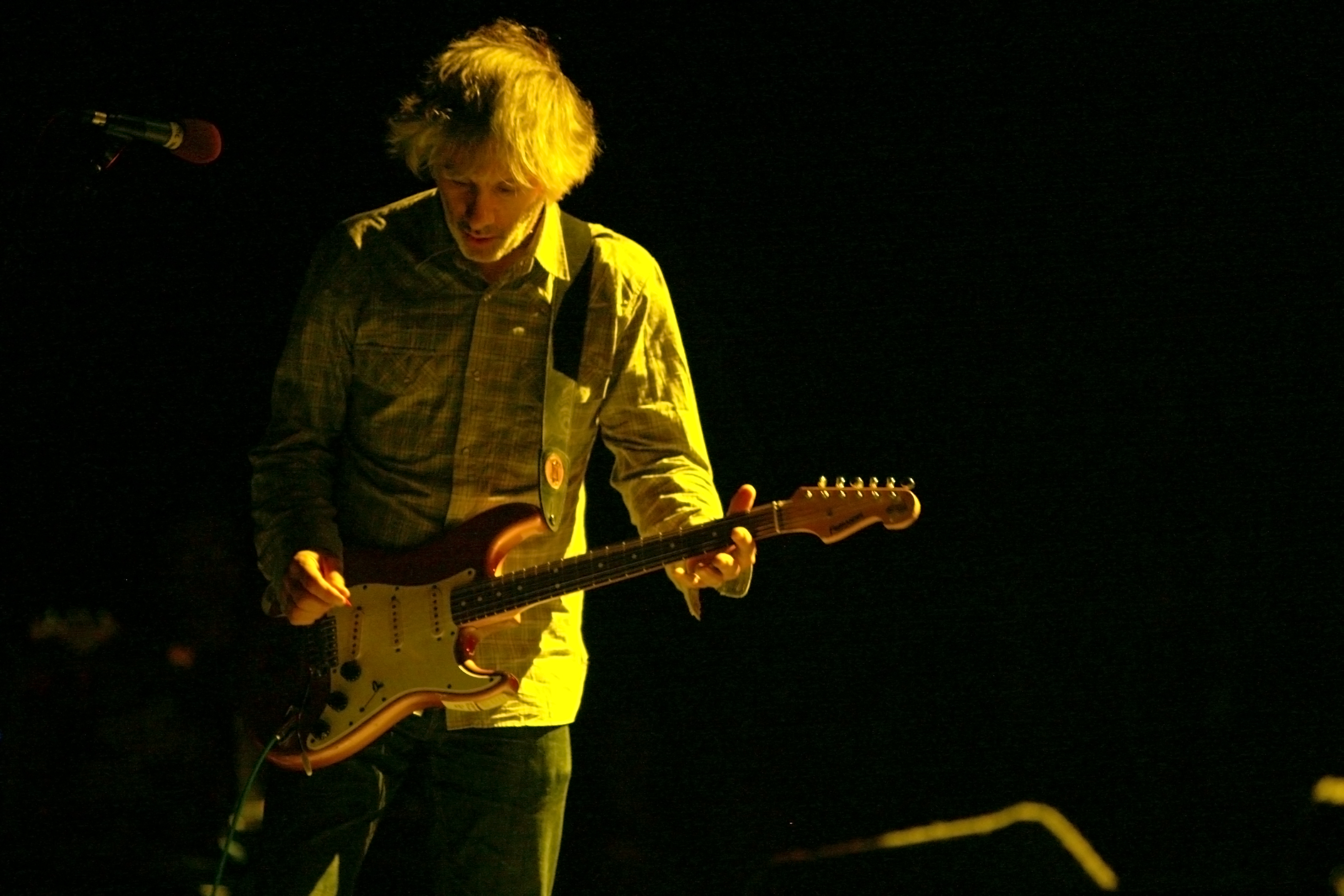
Lee Ranaldo

El primer disco publicado por El Segell del Primavera fue “Sharon Highlights”, un disco de Headbirds que salió el 4 de abril de 2013. Este mismo año también se editaron los discos “Nova Creu Alta” de la banda catalana Refree y “Songs Our Days Pass Along Vol. I” de las jóvenes promesas The Free Fall Band. También fueron editados los sencillos “Bandeira Branca” de los portugueses PAUS, “El Blues de la Revolución”, del exguitarrista de Sonic Youth, Lee Ranaldo & The Dust y “Green Grass” de la entonces debutante Joana Serrat.

### Año 2014

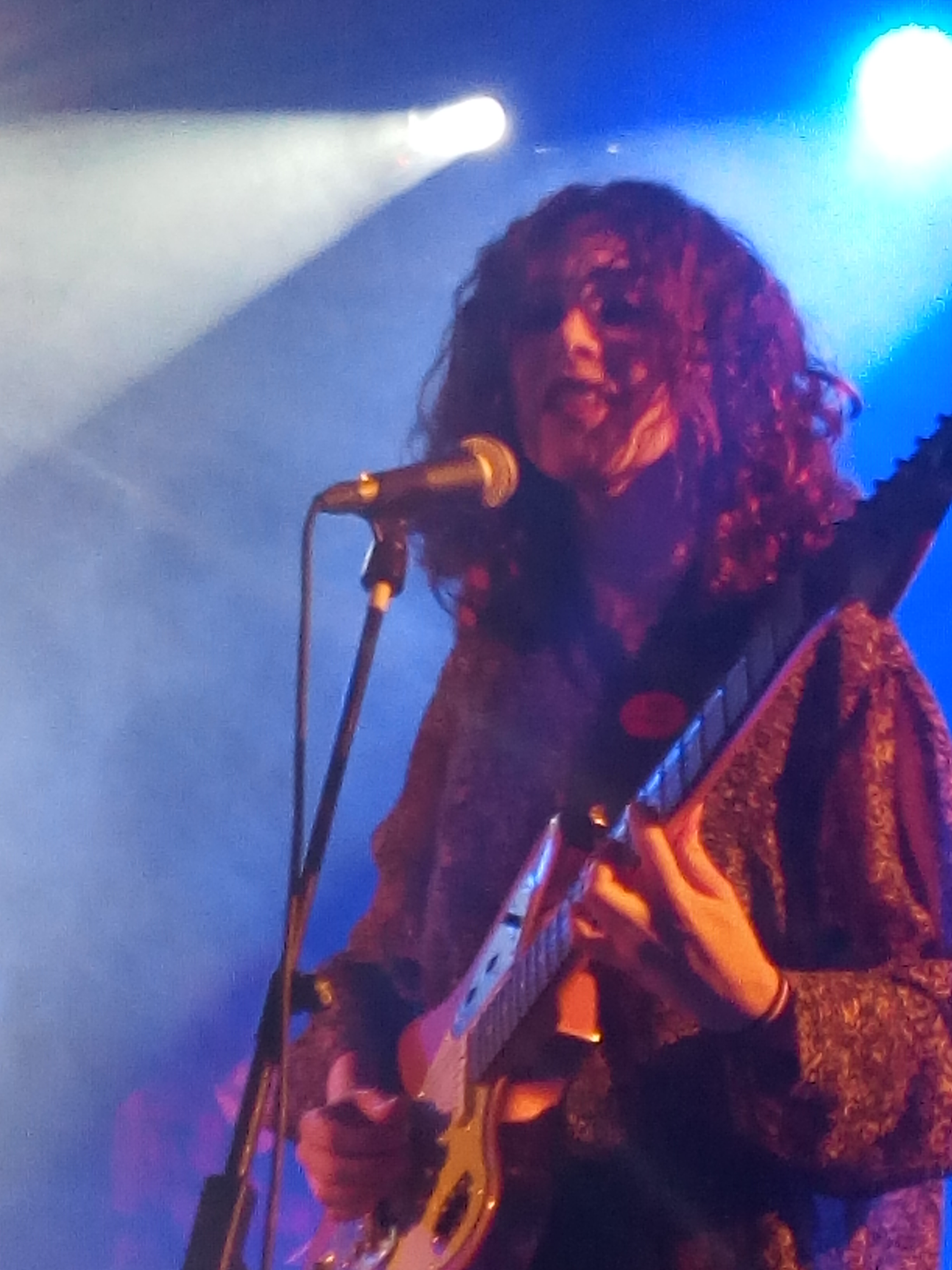
Núria Graham

2014 fue un año de crecimiento para el sello durante el cual se incorporaron artistas de renombre como Grupo de Expertos Solynieve que publicaron su EP “Colinas Bermejas”. Por otro lado, PAUS, Joana Serrat, Lee Ranaldo y The Free Fall Band publicaron nuevos trabajos.

### Año 2015
El Segell del Primavera superó en 2015 la decena de artistas en cartera. Dos referentes de la música independiente española como Los Planetas y Christina Rosenvinge publicaron los álbumes “Dobles Fatigas” y “Lo Nuestro” respectivamente. El sello amplió su estilo musical con el fichaje de dos dúos electrónicos como The Suicide of Western Culture y Der Panther y añadió dos grupos de nueva creación: Núria Graham y The Saurs.

### Año 2016
Se incorporan al roster del sello Sr. Chinarro, proyecto liderado por el músico Antonio Luque, y el dúo de folklore español Los Hermanos Cubero. Con motivo de la celebración del Record Store Day, El Segell saca a la venta la reedición del álbum “Alegato Meridional”, de Grupo de Expertos Solynieve, en honor a los 10 años de carrera del grupo granadino formado por Manú Ferrón y J (líder de Los Planetas).

## Discos publicados

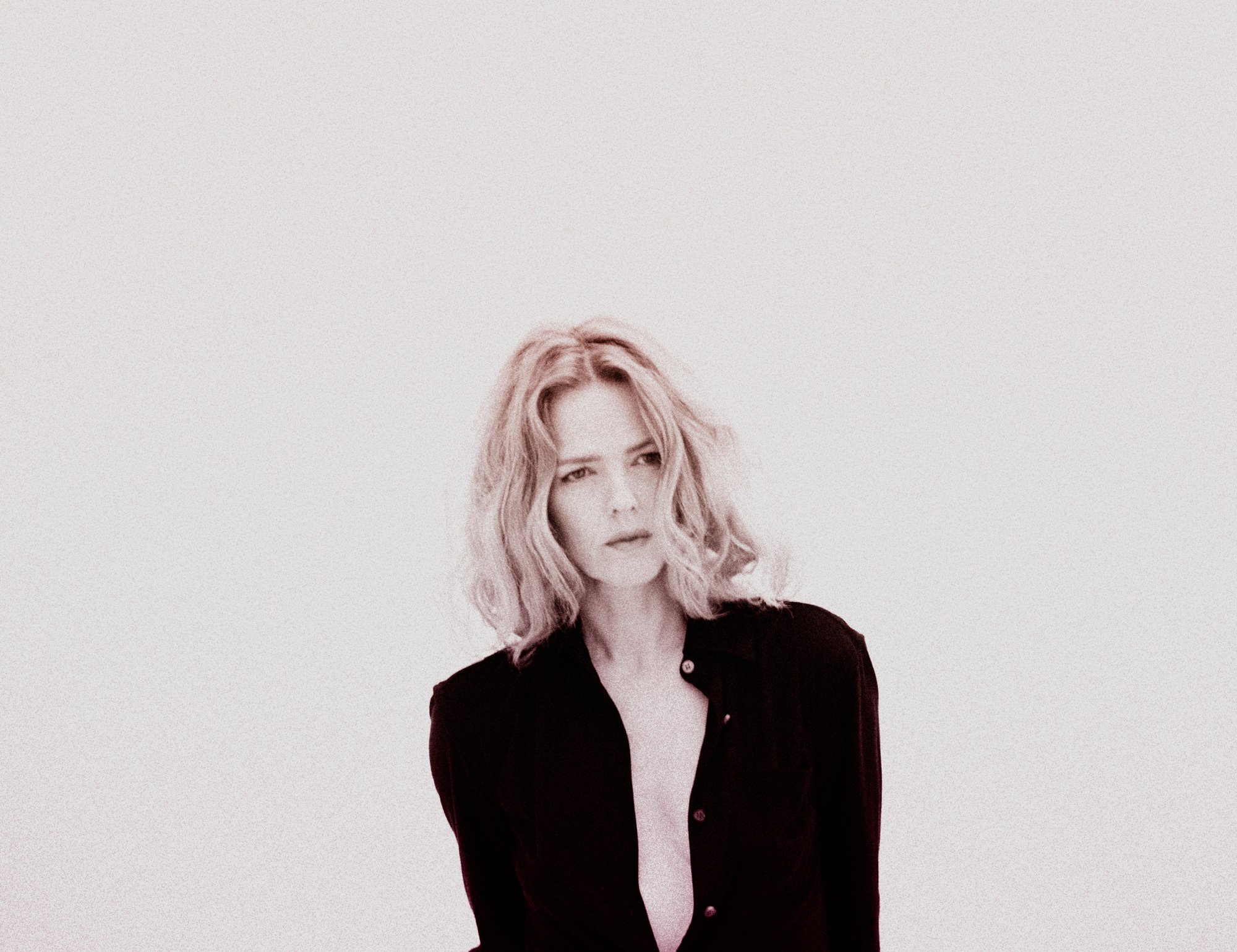
Christina Rosenvinge

### Año 2013
- Headbirds - Sharon Highlights
- Refree - Nova Creu Alta
- PAUS - Bandeira Branca (EP)
- The Free Fall Band - Songs Our Days Pass Along Vol. I
- Lee Ranaldo y The Dust - El Blues de la Revolución

### Año 2014
- Joana Serrat - Dear Great Canyon
- Grupo de Expertos Solynieve - Colinas Bermejas (EP)
- PAUS - Clarão
- The Free Fall Band - The Münster Sights
- Lee Ranaldo & The Dust - Acoustic Dust (EP)

### Año 2015

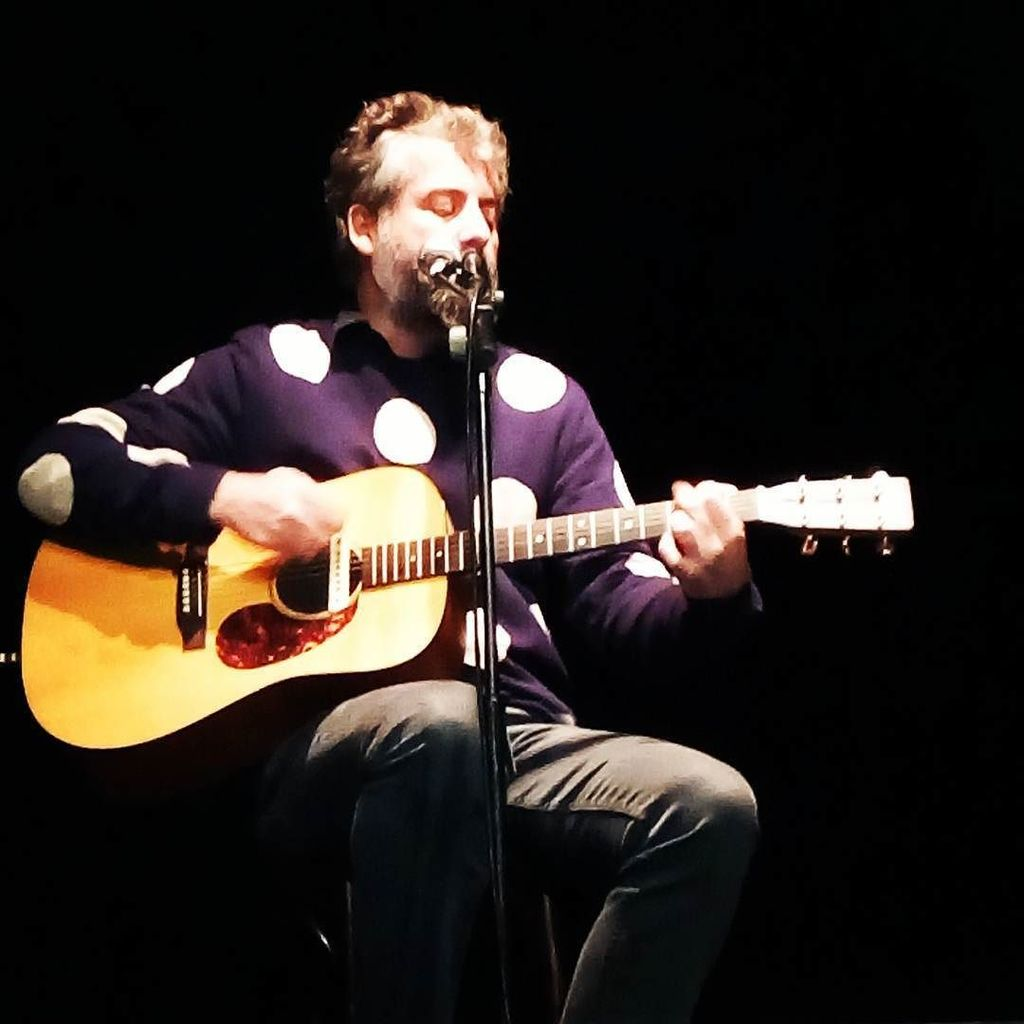
Sr. Chinarro

- The Suicide Of Western Culture - Still Breathing But Already Dead (EP)
- Der Panther - Lux
- Christina Rosenvinge - Lo Nuestro
- Núria Graham - Bird Eyes
- Grupo de Expertos Solynieve - Lucro Cesante (EP)

- Los Planetas - Dobles Fatigas
- The Saurs - Magic Shape
- The Suicide Of Western Culture - Long Life Death! Down With The Intelligence!

### Año 2016
- Núria Graham - In The Cave
- Joana Serrat - Cross The Verge
- Los Hermanos Cubero - Arte y Orgullo
- Sr. Chinarro - El Progreso

### Año 2018
- Jeremy Jay - Demons

### Año 2020
- 107 Faunos - El Ataque Suave